# David McLain Carr
David McLain Carr (* 11. April 1961) ist ein US-amerikanischer Hochschullehrer für alttestamentliche Wissenschaft am Union Theological Seminary in New York City. Er gilt als einer der führenden Gelehrten der Textinterpretation zur hebräischen Bibel. Carrs Lehr- und Forschungsinteressen umfassen die Analyse des Aufbaus der hebräischen Bibel, der Verbreitung der Schrift in christlichen und jüdischen Traditionen, der Untersuchung zu literarischen versus historischen Ansätzen in der hebräischen Bibel und die Rolle der Geschlechter in der alttestamentarischen Tradition.

## Leben und Wirken
Carr erhielt 1980 seinen BA vom Carleton College in Northfield im US-Bundesstaat Minnesota und im Jahre 1983 seinen MTS von der Candler School of Theology in der Emory University. Seinen Ph.D. wurde ihm von der Claremont Graduate University im Jahr 1988 verliehen.
Carr war von 1988 bis 1999 als zunächst Assistent, dann Associate und später Full Professor für das Alte Testament an der Methodist Theological School in Delaware, Ohio tätig und erhielt den „Williams Chair in Biblical Interpretation“ im Jahre 1998. Hiernach wechselte er zum Union Theological Seminary in New York.
Er erhielt von 1993 bis 1994 ein Forschungs-Stipendium der Alexander-von-Humboldt-Stiftung (englisch Alexander von Humboldt Foundation) und des Association of Theological Schools Young Scholars Theological Fellowship zur Unterstützung eines einjährigen Forschungsprojekts über die Form und Entstehung der Genesis. Ab 2005 wirkte er als amerikanischer Co-Vorsitzender im Redaktionsausschusses des „International Exegetical Commentary on the Old Testament“ (IECOT) mit.

## Veröffentlichungen (Auswahl)
- Royal Ideology and the Technology of Faith: a comparative midrash study of 1 Kgs. 3:2–15. Dissertationsschrift, Claremont Graduate University, Claremont 1988, OCLC 20591573.
- From D to Q: A Study of Early Jewish Interpretations of Solomon’s Dream at Gibeon. Society of Biblical Literature monograph series. Vol. 44. Scholars Press, Atlanta, GA 1991, ISBN 978-1-55540-528-1.
- Reading the Fractures of Genesis: Historical and Literary Approaches. John Knox Press, Louisville, KY 1996, ISBN 978-0-664-22071-6.
- The Erotic Word: Sexuality, Spirituality and the Bible. Oxford University Press, New York 2003, ISBN 978-0-19-515652-2.
- Writing on the Tablet of the Heart: Origins of Western Scripture and Literature. Oxford University Press, Oxford/New York 2005, ISBN 978-0-19-517297-3.
- An Introduction to the Old Testament: sacred texts and imperial contexts of the Hebrew Bible. Wiley-Blackwell., Chichester, West Sussex/Malden, MA 2010, ISBN 978-1-4051-8468-7.
  - Einführung in das Alte Testament. Biblische Texte – imperiale Kontexte. W. Kohlhammer, Stuttgart 2013, ISBN 978-3-17-021727-0.
- The Formation of the Hebrew Bible: A New Reconstruction. Oxford University Press, New York 2011, ISBN 978-0-19-974260-8.
- Holy Resilience: The Bible’s Traumatic Origins. Yale University Press, New Haven 2014, ISBN 978-0-300-20456-8.
- The Formation of Genesis 1–11: Biblical and Other Precursors. Oxford University Press, 2020, ISBN 978-0-19-006256-9.
- zusammen mit Richard D. Weis (Hrsg.): A gift of God in due season : essays on scripture and community in honor of James A. Sanders. Journal for the Study of the Old Testament, (1996), Supplement series. Vol. 225. Sheffield Academic Press, Sheffield, England, ISBN 978-1-85075-626-2. OCLC 37480916.